# Солячич, Марин
Марин Солячич (хорв. Marin Soljačić; род. 7 февраля 1974, Загреб) — американский физик и инженер-электрик, родившийся в югославском Загребе (сегодня — Хорватия); известен как исследователь в области беспроводного безызлучательного переноса энергии. Опыты профессора Солячича и его работы в области беспроводного переноса энергии «по духу» близки к идеям и экспериментам Никола Теслы, которые тот проводил в начале XX века. Недавние исследования Солячича, поддержанные грантом от Министерства энергетики США размером в 20 миллионов долларов США, фокусировались на использовании фотонных кристаллов в солнечных батареях. Газета «The New York Times» в 2007 году включил Солячича в список 70 авторов «исключительных и гениальных идей».

## Биография и работы
Марин Солячич родился в югославском Загребе (сегодня — Хорватия) в 1974 году. Он окончил XVI Гимназию (MIOC) в Загребе, специализирующуюся на курсах математики и информатики и считающуюся одной из лучших в городе. Затем он учился в США — в Массачусетском технологическом институте (MIT), в котором в 1996 году получил степень бакалавра в области физики и электротехники.
В 1998 году Солячич получил степень магистра в американском Принстонском университете, а в 2000 — докторскую степень (Ph.D.) по физике там же. Спустя пять лет, в 2005 году, Марин Солячич получил должность профессора физики в Массачусетском технологическом институте. В 2008 году, как резидент США «демонстрирующий исключительные достижения и потенциал для долгой и плодотворной творческой работы», он был награждён стипендией Мак-Артура, часто называемой «грантом для гениев».
В 2007 году Марин Солячич, совместно со своими помощниками и коллегами, успешно выполнил первую эффективную безызлучательную передачу мощности на расстояние в 2 метра: эксперимент заключался во включении обычной электрической лампочки мощностью в 60 Вт. Схема передачи энергии, предложенная Солячичем, имела эффективность в 40 %.
Опыты профессора Солячича и его работы в области беспроводного переноса энергии «по духу» близки к идеям и экспериментам Никола Теслы, которые тот проводил в начале XX века. В то же время, они имеют и существенные отличия: в отличие от долгосрочной беспроводной передачи энергии в Колорадо, которой занимался Тесла, группа Солячича фокусируется только на «короткодействующем» переносе. Другим отличием является и базовый физический принцип передачи: в отличие от катушек Тесла, которые резонансно передавали мощность посредством электрического поля (которое «сильно» взаимодействует со средой, в которой осуществляется перенос, в частности — воздухом), предложение Солячича заключается в использовании для передачи мощности, главным образом, магнитных полей.
Практические работы в данной области в настоящее время проводятся и в компании WiCricity, основанной Солячичем. Сам автор считает, что маломощное коммерческое применение данной технологии — например, зарядка мобильного телефона — является вопросом нескольких ближайших лет.
В дополнение к беспроводной передаче энергии, профессор Марин Солячич работает над многочисленными проблемами электромагнетизма: он изучает свойства систем и материалов, имеющих характерный размер близкий к длине волны падающего на них излучения — таких как микро- и наноструктурированные материалы в области инфракрасного и видимого оптических диапазонов. Его интерес распространяется и на нелинейные оптические системы и устройства, а также — на поверхностные плазмоны. Его недавние исследования, поддержанные грантом от Министерства энергетики США размером в 20 миллионов долларов США, фокусировались на использовании фотонных кристаллов в солнечных батареях.

## Награды
В 2005 году Марин Солячич получил «Adolph Lomb Medal» от Американского оптического общества (Optical Society of America), которая ежегодно вручается данным профессиональным объединением учёным моложе 35 лет, за наиболее важные открытия в области оптики в мире. В 2006 году Солячич стал победителем престижной премии TR35, которая вручается лучшим новаторов в возрасте до 35 лет — эта награда присуждается журналом «MIT Technology Review», самым старым печатным изданием в области технологий в мире. Журнал «The New York Times» в том же, 2007, году включил Солячича в список 70 авторов «исключительных и гениальных идей», которыми был ознаменован 2007 год — за его концепцию беспроводной передачи энергии, реализованную компанией «WiTricity». 23 сентября 2008 года Марин Солячич был перечислен среди 25 победителей, получивших стипендию Мак-Артура за 2008 год. Кроме того он является одним из трёх победителей «Blavatnik Awards for Young Scientists» — американской награды для лучших молодых учёных (в возрасте до 42 лет).